# Бромометан
Бромометан (метилбромід, бромистий метил) — бромоорганічна сполука з формулою CH3Br. Речовина являє собою безбарвний негорючий газ без запаху (запах хлороформу з'являється при великих концентраціях), що виробляється промисловістю та внаслідок біологічних процесів. Бромометан призводить до руйнування озонового шару. Використовувався інтенсивно як пестицид, але до 2000-х років більшість країн відмовилися від його використання.

## Фізичні властивості
Температура плавлення становить 94,94 °C, температура кипіння −93,6 °C. Щільність 1,732 г/см³ при 0 °C, і 0,003974 при 25 °C. Показник заломлення (для D-лінії натрію): 1,4432 (-20 °C) та 1,4218 (20 °C). Тиск пари 1420 мм рт. ст. (20 °C). Дипольний момент молекули 1,786 дебай (20 °C). Теплота згоряння 769,8 кДж/моль. Критична температура 192,6 °C. Критичний тиск 6,94 МПа.
Розчинність у воді становить 0,09 г/100 г при кімнатній температурі (20 °C). Легко розчинюється в етанолі, хлороформі, діетиловому ефірі, змішується з сірковуглецем.

## Отримання
У круглодонну колбу на 150–200 мл поміщають 16,5 мл концентрованої сульфатної кислоти і при безперервному перемішуванні і охолодженні колби водою доливають невеликими порціями 10 мл метанолу і після цього 10 мл води. Потім додають 15 г тонко розтертого броміду калію і закривають колбу гумовою пробкою зі вставленим у неї зворотним кульковим холодильником.
Верхній кінець форштосса зворотного холодильника закривають гумовою пробкою зі вставленою в неї зігнутої вниз скляною трубкою, до якої приєднують склянку Тищенко з 20%-вим розчином їдкого натру; до цієї склянки приєднують ще одну склянку Тищенко з концентрованою сірчаною кислотою. Відвідну трубку, приєднану до другої промивної склянці, вставляють у скляну ампулу, підготовлену для запаювання із охолоджуваною сумішшю лід-сіль.
Реакційну суміш нагрівають на невеликий пісочної лазні. Бромистий метил проходить через зворотний холодильник, промивну склянку з розчином лугу (для очищення від бромистого водню, сірчистого ангідриду і парів брому), промивну склянку з концентрованої сірчаної кислотою (для очищення від діметилового ефіру і висушування) і конденсується в приймальнику-ампулі. Інтенсивність виділення бромистого метилу регулюють, змінюючи силу нагрівання (при охолодженні до кімнатної температури реакція припиняється) так, щоб реакція протікала рівномірно, але не бурхливо; у цьому випадку можна помітити кінець реакції (по ослабленню її) і припинити нагрівання.
Бромистий метил зберігають у запаяній ампулі.